# Condado de Shelby (Indiana)
O Condado de Shelby é um dos 92 condados do estado americano de Indiana. A sede do condado é Shelbyville, e sua maior cidade é Shelbyville. O condado possui uma área de 1 070 km² (dos quais 1 km² estão cobertos por água), uma população de 43 445 habitantes, e uma densidade populacional de 41 hab/km² (segundo o censo nacional de 2000). O condado foi fundado em 1821.